# Архиепархия Хайфы и Святой Земли
Архиепархия Хайфы и Святой Земли (лат. Archieparchia Ptolemaidensis Maronitarum in Terra Sancta) — архиепархия Маронитской католической церкви с центром в городе Хайфа, Израиль. Архиепархия Хайфы и Святой Земли распространяет свою юрисдикцию на Израиль — часть исторического региона Святая Земля. Кафедральным собором архиепархии является церковь святого Людовика в городе Хайфа.

## История
8 июня 1996 года Святой Престол учредил архиепархию Хайфы и Святой Земли, выделив её из архиепархии Тира.
5 октября 1996 года архиепархия Хайфы и Святой Земли передала часть своей территории для новых экзархатов: Патриаршего экзархата Иерусалима и Палестины и Патриаршего экзархата Иордании.

## Современное состояние
В 2019 году в архиепархии насчитывалось около 10 000 прихожан, 14 священников, 8 приходов и 3 миссии.

## Ординарии архиепархии
- архиепископ Paul Nabil El-Sayah (8.06.1996 — 25.06.2011), назначен куриальным епископом Антиохийского патриархата
- архиепископ Moussa El-Hage, O.A.M.[2] (16.06.2012 — по настоящее время)

## Источник
- Annuario Pontificio, Libreria Editrice Vaticana, Città del Vaticano, 2003, ISBN 88-209-7422-3.
- История о маронитской церкви в Святой Земле.